# Yesterdays
Yesterdays je první kompilační album britské progresivní rockové skupiny Yes, vydané v únoru 1975 u vydavatelství Atlantic Records. Obsahuje skladby z prvních dvou alb skupiny Yes (1969) a Time and a Word (1970) doplněné o coververzi skladby „America“, která vyšla na kompilaci The New Age of Atlantic a o skladbu „Dear Father“, která vyšla jako B-strana singlu „Sweet Dreams“ (1970).
Autorem obalu alba je Roger Dean.

## Seznam skladeb
| Strana 1 (LP) | Strana 1 (LP)   | Strana 1 (LP)              | Strana 1 (LP)                  | Strana 1 (LP) |
| Pořadí        | Název           | Autor                      | Původní album                  | Délka         |
| ------------- | --------------- | -------------------------- | ------------------------------ | ------------- |
| 1.            | America         | Paul Simon                 | The New Age of Atlantic (1972) | 10:30         |
| 2.            | Looking Around  | Jon Anderson, Chris Squire | Yes (1969)                     | 4:00          |
| 3.            | Time and a Word | Anderson, David Foster     | Time and a Word (1970)         | 4:32          |
| 4.            | Sweet Dreams    | Anderson, Foster           | Time and a Word (1970)         | 3:50          |

| Strana 2 (LP)  | Strana 2 (LP)    | Strana 2 (LP)    | Strana 2 (LP)                         | Strana 2 (LP) |
| Pořadí         | Název            | Autor            | Původní album                         | Délka         |
| -------------- | ---------------- | ---------------- | ------------------------------------- | ------------- |
| 1.             | Then             | Anderson         | Time and a Word (1970)                | 5:45          |
| 2.             | Survival         | Anderson         | Yes (1969)                            | 6:20          |
| 3.             | Astral Traveller | Anderson         | Time and a Word (1970)                | 5:53          |
| 4.             | Dear Father      | Anderson, Squire | B-strana singlu „Sweet Dreams“ (1970) | 4:21          |
| Celková délka: | Celková délka:   | Celková délka:   | Celková délka:                        | 45:36         |

## Obsazení
- Jon Anderson – zpěv
- Chris Squire – baskytara, zpěv
- Peter Banks – kytara
- Steve Howe – kytara
- Tony Kaye – klávesy
- Rick Wakeman – klávesy
- Bill Bruford – bicí